# Džo Luis
Džozef Luis Barou (13. maj 1914 – 12. april 1981), poznat kao Džo Luis ili „Smeđi bombarder” bio je američki profesionalni bokser koji se takmičio od 1934. do 1951. godine. On je vladao kao svetski prvak u teškoj kategoriji od 1937. do 1949. godine, i smatra se jednim od najvećih boksera teške kategorije svih vremena. Luisova vladavna šampionatima trajala je 140 uzastopnih meseci, tokom kojih je učestvovao u 26 borbi za šampionsku titulu. 27. borba, protiv Ezarda Čarlsa 1950. godine, bila je izazov za Čarlsovu titulu u teškoj kategoriji i zato nije uključena u Luisovu vladavinu. On je pobedio u 25 uzastopnih odbrana naslova. Godine 2005, Luis je proglašen za najboljeg teškaša svih vremena od strane Međunarodne organizacije za istraživanje boksa, i rangiran je na prvom mestu rang liste „100 najvećih udarača svih vremena” magazina The Ring.
Luisov kulturni uticaj osetio se daleko izvan ringa. Smatra se da je on prva osoba afroameričkog porekla koja je stekla status nacionalnog heroja u Sjedinjenim Državama, a takođe je bio fokalna tačka antinacističkih sentimenta u periodu pre i tokom Drugog svetskog rata. On je bio od velike važnosti za integrisanje igre golfa, razbijajući sportsku rasnu barijeru u Americi, pojavljujući se pod izuzećem sponzora na PGA takmičenju 1952.
Detrojtska Džo Luis arena, nekadašnja kuća Detrojtskih red vingsa Nacionalne hokejaške lige, i Džo Luisov golf teren „The Champ” u okrugu Kuk, južno od Čikaga u Riverdejlu u državi Ilinois, imenovani su u njegovu čast.

## Detinjstvo i mladost
Rođen u seoskom okrugu Ćejmbers, Alabama (u rušnoj zgradi u Bel Čapel ulici, koja se nalazila oko par kilometara od Državnog puta 50 i otprilike deset kilometara od Lafajeta), Luis je bio sedmo od osmoro dece Manro Baroua i Lili (Ris) Barou. On je težio 11 lb (5 kg) pri rođenju. Oba njegova roditelja bila su deca bivših robova, koji su se naizmenično bavili napoličarstvom i iznajmljivanjem farmi. Manro je bio pretežno Afroamerikanac, sa delimičnim belim poreklom, dok je Lili bila polu Čeroki.
Luis je proveo prvih desetak godina detinjstva u ruralnoj Alabami, o čemu se malo zna. On je patio od govornog poremećaja i pričao je vrlo malo do svoje šeste godine. Manro Barou je bio osuđen na boravak u mentalnoj ustanovi 1916. godine i kao rezultat toga, Džo je vrlo malo znao o svom biološkom ocu. Oko 1920. godine, Luisova majka se udala za Pata Bruksa, lokalnog građevinskog izvođača radova, nakon što je primila vest da je Manro Barou umro dok je bio institucionalizovan (u stvarnosti, Manro Barou je živeo do 1938. godine, nesvestan slave svog sina).
Godine 1926, potresana bandom belaca iz Kju-kluks-klana, Luisova se porodica preselila u Detroit u Mičigenu, u okviru velikih migracija nakon Prvog svetskog rata. Džojev brat je radio za Fordovu kompaniju motora (gde je i Džo jedno vreme radio u fabrici River Ruž), a porodica se nastanila u kući u 2700 Katrin (sada Madison) ulici u detroitskoj četvrti Blek botom.
Luis je jedno vreme pohađao Srednju profesionalnu školu u Bronsonu, kako bi naučio izradu kabineta.

## Porezi i finansijski problemi
Uprkos Luisovim unosnim zaradama tokom godina, najveći deo prihoda pripao je njegovim menadžerima. Od preko 4,6 miliona dolara koje je zaradio tokom svoje bokserske karijere, sam Luis je dobio samo oko 800.000 dolara. Luis je uprkos toga bio izuzetno velikodušan prema svojoj porodici, plaćajući za kuće, automobile i obrazovanje za svoje roditelje, braću i sestre, često novcem koji mu je isplatio Džejkobs. Uložio je u brojne biznise, koji su na kraju propali, uključujući Džo Luisov restoran, Džo Luisovu osiguravajuću kompaniju, softbol tim nazvan Braun bombaši, Džo Luisovu mlečnu kompaniju, Džo Luisove pomade (proizvode za kosu), Džo Luis punč (piće), PR firmu Luis-Rover, farmu konja i kafić Rumbugi u Čikagu. On je izdašno darivao i vladine institucije, isplaćujući grad Detroit za svu socijalnu pomoć koju je njegova porodica u prošlosti primila.

## Ostavština
Luis se smatra jednim od najvećih boksera svih vremena. Vladao je kao svetski šampion u teškoj kategoriji od 1937. do 1949. godine, tokom kojih je učestvovao u 26 prvenstvenih borbi, pobedio 21 borca, ostvario 25 odbranu i bio svetski šampion 11 godina i 10 meseci. Poslednja dva su i dalje rekordi u teškoj kategoriji, prva u bilo kojoj diviziji. Luis je osvojio najviše svetskih borbi za titulu u teškoj kategoriji u istoriji, sa 26 godina. Pored svojih dostignuća u ringu, Luis je izrekao dva poznata zapažanja u boksu: „Može da beži, ali ne može da se sakrije“ i „Svako ima plan dok ne bude pogođen“.

## Napomene
1. ↑  Louis' fight against Johnny Davis in 1944 was an exhibition according to some sources; other sources including IBHOF consider it a legitimate title fight, which would bring Louis' defenses to 26.

## Literatura
- Astor, Gerald (1974). "... And a Credit to His Race": The Hard Life and Times of Joseph Louis Barrow, a.k.a. Joe Louis. New York: Saturday Review Press. ISBN 978-0-8415-0347-2.
- Bak, Richard (1998). Joe Louis: The Great Black Hope. New York: Perseus Publishing. ISBN 978-0-306-80879-1.
- Drake, Robert, "Joe Louis, the Southern Press, and the 'Fight of the Century,'" Sport History Review, 43 (May 2012), 1–17.
- Erenberg, Lewis A. (2005). The Greatest Fight of Our Generation: Louis v. Schmeling. New York: Oxford University Press. ISBN 978-0-19-517774-9.
- Gibson, Truman K.; Steve Huntley (2005). Knocking Down Barriers: My Fight for Black America. Chicago: Northwestern University Press. ISBN 978-0-8101-2292-5.
- Libby, Bill (1980). Joe Louis, the Brown Bomber. New York: Lothrop, Lee & Shepard Books. ISBN 978-0-688-41968-4.
- Louis, Joe (1978). My Life. Brighton: Angus & Robertson. ISBN 978-0-207-95834-2.
- Louis, Joe; Barbara Munder (1988). Joe Louis: 50 Years an American Hero. New York: McGraw-Hill. ISBN 978-0-07-003955-1.
- Margolick, David (2005). Beyond Glory: Joe Louis Vs. Max Schmeling, and a World on the Brink. New York: Vintage Books. ISBN 978-0-375-72619-4.
- Mead, Chris (1985). Champion – Joe Louis, Black Hero in White America. New York: Scribner. ISBN 978-0-684-18462-3.
- Myler, Patrick (2005). Ring of Hate: Joe Louis vs. Max Schmeling: The Fight of the Century. New York: Arcade Publishing. ISBN 978-1-55970-789-3.
- Nagler, Barney (1972). Brown Bomber. New York: World. ISBN 978-0-529-04522-5.
- Roberts, James B.; Alexander B. Skutt (2006). The Boxing Register: International Boxing Hall of Fame Official Record Book (4th ed.). Ithaca: McBooks Press. ISBN 978-1-59013-121-3.
- Schaap, Jeremy (2005). Cinderella Man. Boston: Houghton Mifflin Harcourt. ISBN 978-0-618-55117-0.
- Vitale, Rugio (1991). Joe Louis: Boxing Champion. Los Angeles: Holloway House Publishing Company. ISBN 978-0-87067-570-6.

## Spoljašnje veze
- Joe Louis na sajtu  (jezik: engleski)